# Roales
Roales è un comune spagnolo di 490 abitanti situato nella comunità autonoma di Castiglia e León.